# Pieter van Ruijven
Pieter Claesz. van Ruijven (Delft, 1624 – Delft, 7 août 1674) est particulièrement connu comme étant le mécène du peintre hollandais Johannes Vermeer. Comme son père, il travaillait pour la ville, le Camer van Charitate (1668-1672).
En 1653, il se maria avec Maria de Knuijt et ils eurent une fille, Magdalena, née en 1655.

## Film
Dans le livre de Tracy Chevalier, La Jeune Fille à la perle, adapté en film, il est décrit comme un coureur de jupon. Il tente par plusieurs fois d'agresser sexuellement Griet, l'héroïne de l'histoire.